# Montegrosso d’Asti
Montegrosso d’Asti – miejscowość i gmina we Włoszech, w regionie Piemont, w prowincji Asti.
Według danych na styczeń 2009 gminę zamieszkiwało 2240 osób przy gęstości zaludnienia 143,5 os./1 km².